# دهستان شهریاری (خاتم)
دهستان شهریاری، یکی از دهستان‌های بخش چاهک شهرستان خاتم در استان یزد ایران است. مرکز این دهستان، روستای شهریاری علیا است.
با دهستان شهریاری در منطقه هزار جریب مازندران اشتباه گرفته نشود. 

## جمعیت
بر پایه سرشماری عمومی نفوس و مسکن در سال ۱۳۹۵، جمعیت دهستان شهریاری برابر با ۱٬۴۱۲ نفر بوده‌است.